# Ijebu-Nordeste
Ijebu-Nordeste (em inglês) Ijebu North East é uma Área de governo local no Ogun (estado), Nigéria. Sua sede fica na cidade de Atan.
Possui uma área de 118 km ² e uma população de 68.800 no censo de 2006.
O código postal da área é 120.